# Chevrolet Equinox
Der Chevrolet Equinox ist ein Mittelklasse-SUV, das 2005 eingeführt wurde und ausschließlich in Nordamerika angeboten wird. GM selbst bezeichnet das Modell trotz seiner Länge von knapp 4,80 Metern als Kompakt-SUV.

## Erste Generation (2004–2009)

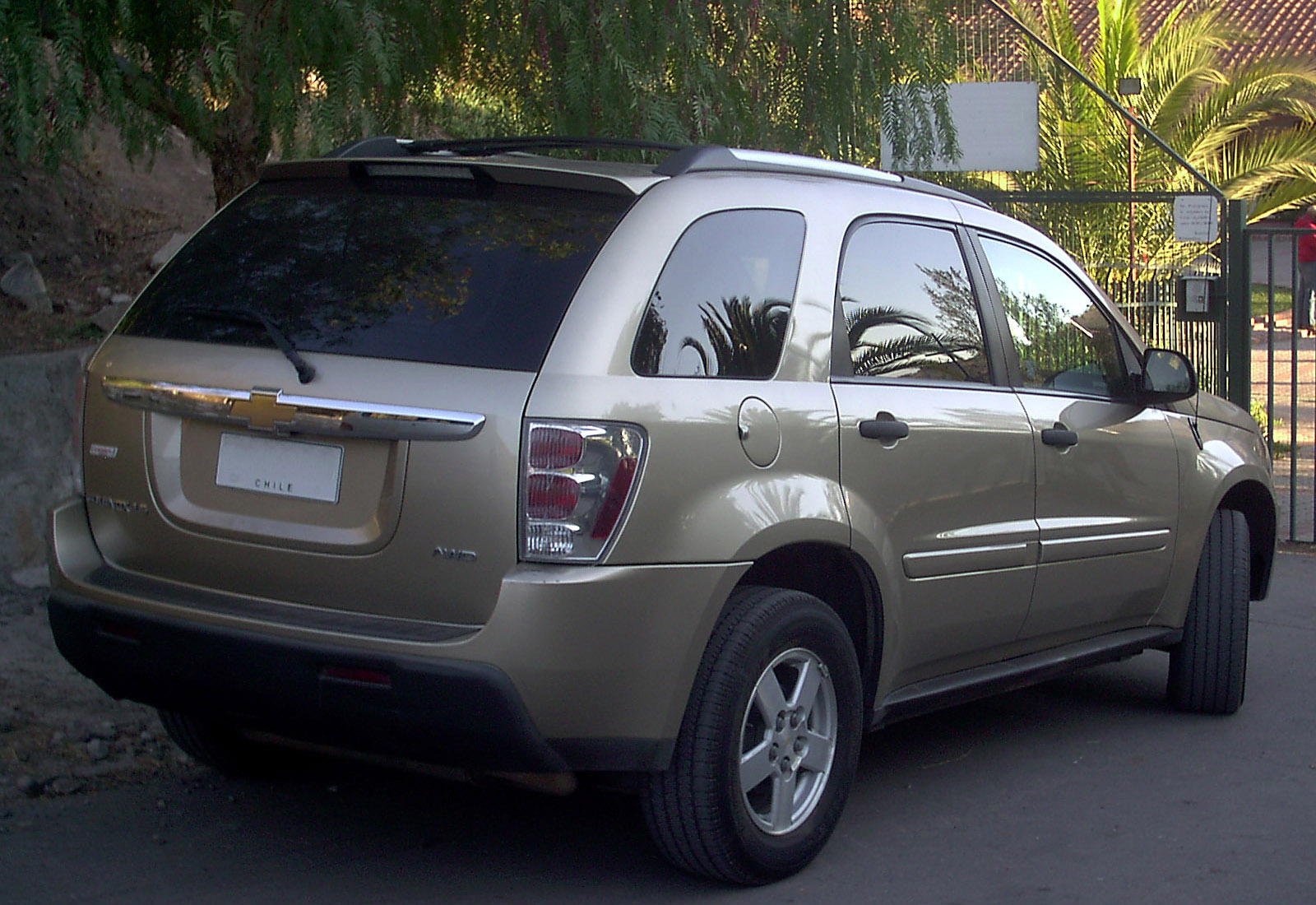
Heckansicht

Die erste Generation des Equinox (interne Typbezeichnung GMT191) wurde formal im Jahr 2003 auf der NAIAS erstmals gezeigt und war ab 2004 käuflich erhältlich. Das Fahrzeug basiert auf der Plattform „GM Theta“, die unter anderem von Modellen wie dem Opel Antara, dem Pontiac Torrent und dem Suzuki XL7 genutzt wurde. Der Equinox ist mit Front- oder optional mit Allradantrieb ausgestattet.
Angetrieben wird der Equinox von einem in China gebauten 3,4-l-V6-Ottomotor mit einer maximalen Leistung von 185 hp (138 kW). Ab der Modellpflege 2008 wurde zusätzlich noch ein Sportmodell unter der Bezeichnung „Equinox Sport“ mit einem stärkeren 3,6-l-V6-Motor angeboten, der maximal 264 hp (197 kW) leistet und den Equinox in weniger als sieben Sekunden von 0 auf 60 mph (96 km/h) beschleunigte.
In kleiner Stückzahl von 115 Fahrzeugen wurde der Equinox 2007 und 2008 auch als Brennstoffzellenfahrzeug, das als Chevrolet Equinox Fuel Cell bezeichnet wurde, hergestellt. Diese Fahrzeuge unterschieden sich optisch deutlich von den regulären Modellen, so waren beispielsweise die Frontscheinwerfer identisch mit denen des Pontiac Torrent.

## Zweite Generation (2009–2017)

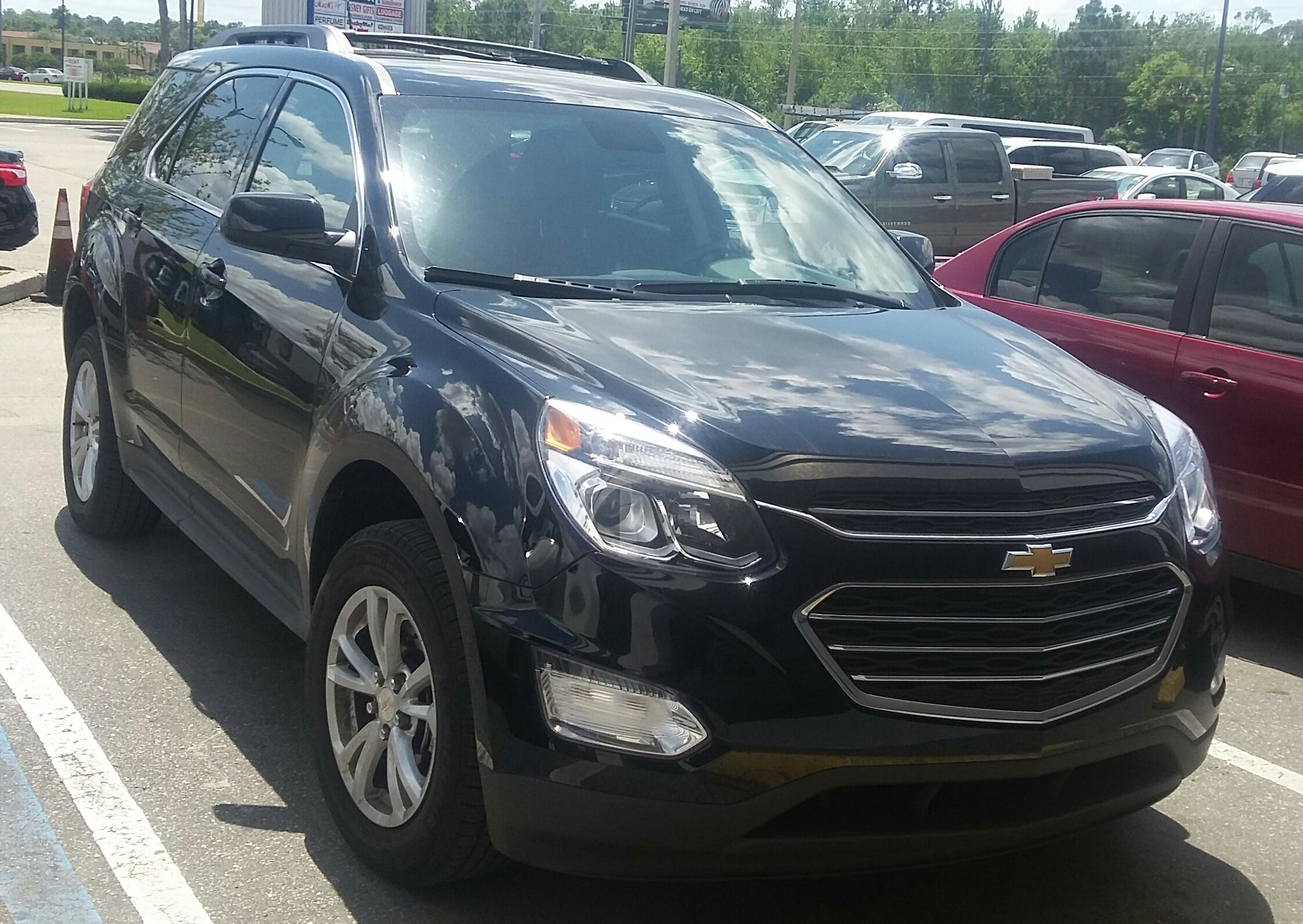
Chevrolet Equinox (2015–2017)

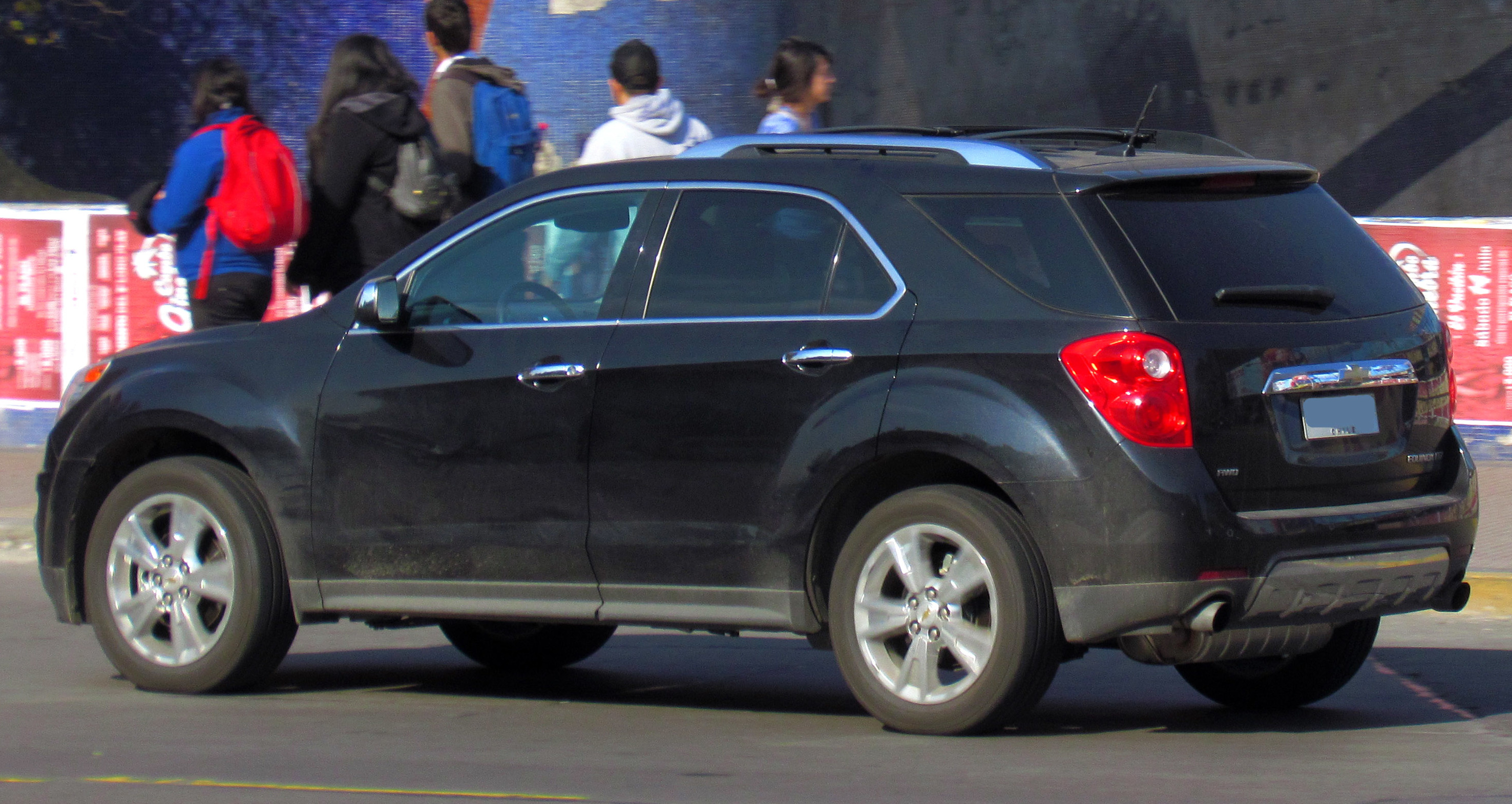
Heckansicht

Die formale Weltpremiere der zweiten Generation des Equinox fand auf der NAIAS 2009 statt. Im Sommer 2009 kam die zweite Modellgeneration auf dem Markt. Die grundlegende technische Plattform wurde beibehalten, das Fahrzeug in seinen Außenmaßen dabei aber geringfügig kleiner. Die Motoren wurden von Grund auf überarbeitet, sodass der 2,4-l-Vierzylindermotor in einer frühen Pressemeldung mit einer maximalen Leistung von 182 hp (136 kW) und der 3,0-l-V6-Motor mit maximal 255 hp (190 kW), im Serienzustand verbaute V6-Motoren mit einer maximalen Leistung 264 hp (197 kW), nahezu gleiche Leistungswerte erzielen.
Für den Equinox des Modelljahrs 2010 vermeldeten einige Autotests, für die USA eher ungewöhnlich, deutlich höhere Verbrauchswerte als zuvor vom Hersteller angegeben (Edward’s, Car and Driver). Wie auch von den entsprechenden Testern betont wurde, sind die diesbezüglich von den Herstellern angegebenen Daten in der Regel sehr genau.
Das Modell war in den Ausführungen LS, LT and LTZ erhältlich. Die Preise lagen je nach Ausführung zwischen 22.440 US-$ und 29.795 US-$.
2013 wurde der 3,0-l- durch einen 3,6-l-Motor ersetzt, der maximal 301 hp (224 kW) leistet.
Auf der Chicago Auto Show 2015 wurde eine überarbeitete Version des Equinox vorgestellt. Die Änderungen betrafen hauptsächlich die äußere Gestaltung und den Innenraum. Außerdem wurde die Serienausstattung sowie die Liste der Optionen erweitert.

### Technische Daten
|                                            | 2.4                        | 3.6 V6                      |
| ------------------------------------------ | -------------------------- | --------------------------- |
| Bauzeitraum                                | 2009–2017                  | 2013–2017                   |
| Motorkenndaten                             |                            |                             |
| Motorart                                   | Ottomotor                  | Ottomotor                   |
| Motorbauart                                | R4                         | V6                          |
| Hubraum                                    | 2384 cm³                   | 3564 cm³                    |
| Verdichtungsverhältnis                     | 11,2 : 1                   | 11,5 : 1                    |
| max. Leistung bei min−1                    | 135 kW (182 hp) / 6700     | 224 kW (301 hp) / 6500      |
| max. Drehmoment bei min−1                  | 233 Nm / 4900              | 369 Nm / 4800               |
| Kraftübertragung                           |                            |                             |
| Antrieb, serienmäßig                       | Vorderradantrieb           | Vorderradantrieb            |
| Antrieb, optional                          | (Allradantrieb)            | (Allradantrieb)             |
| Getriebe, serienmäßig                      | 6-Gang-Automatikgetriebe   | 6-Gang-Automatikgetriebe    |
| Messwerte                                  |                            |                             |
| Höchstgeschwindigkeit                      | 198 km/h (187 km/h)        | 226 km/h                    |
| Beschleunigung, 0–100 km/h                 | 9,3 s (10,8 s)             | 6,8 s (7,3 s)               |
| Kraftstoffverbrauch auf 100 km, kombiniert | 9,0 l Super (10,2 l Super) | 11,8 l Super (12,4 l Super) |
| Tankinhalt                                 | 71 l                       | 71 l                        |

## D2XX (2017–2024)
Die dritte Generation (interne Modellbezeichnung D2UC) des Equinox debütierte auf der LA Auto Show im November 2016 und wurde ab Anfang 2017 verkauft. Er teilt sich die D2XX-Plattform mit dem Buick Envision und wird unter anderem in Kanada und China gebaut. In Australien wurde das SUV zwischen 2017 und 2020 als Holden Equinox verkauft. Dieser löste den Holden Captiva 5 auf dem australischen Markt und den Chevrolet Captiva auf anderen Märkten ab. Auf dem nordamerikanischen Markt war für das Fahrzeug ein Dieselmotor mit Turboaufladung, Direkteinspritzung und einer maximalen Leistung von 137 hp (102 kW) erhältlich. Als Antriebskonzepte waren Vorderradantrieb bzw. gegen Aufpreis Allradantrieb für die Modelle mit Dieselmotor erhältlich. Anfang 2020 erhielt das Fahrzeug für das Modelljahr 2021 ein Facelift, das auf der Chicago Auto Show vorgestellt wurde.

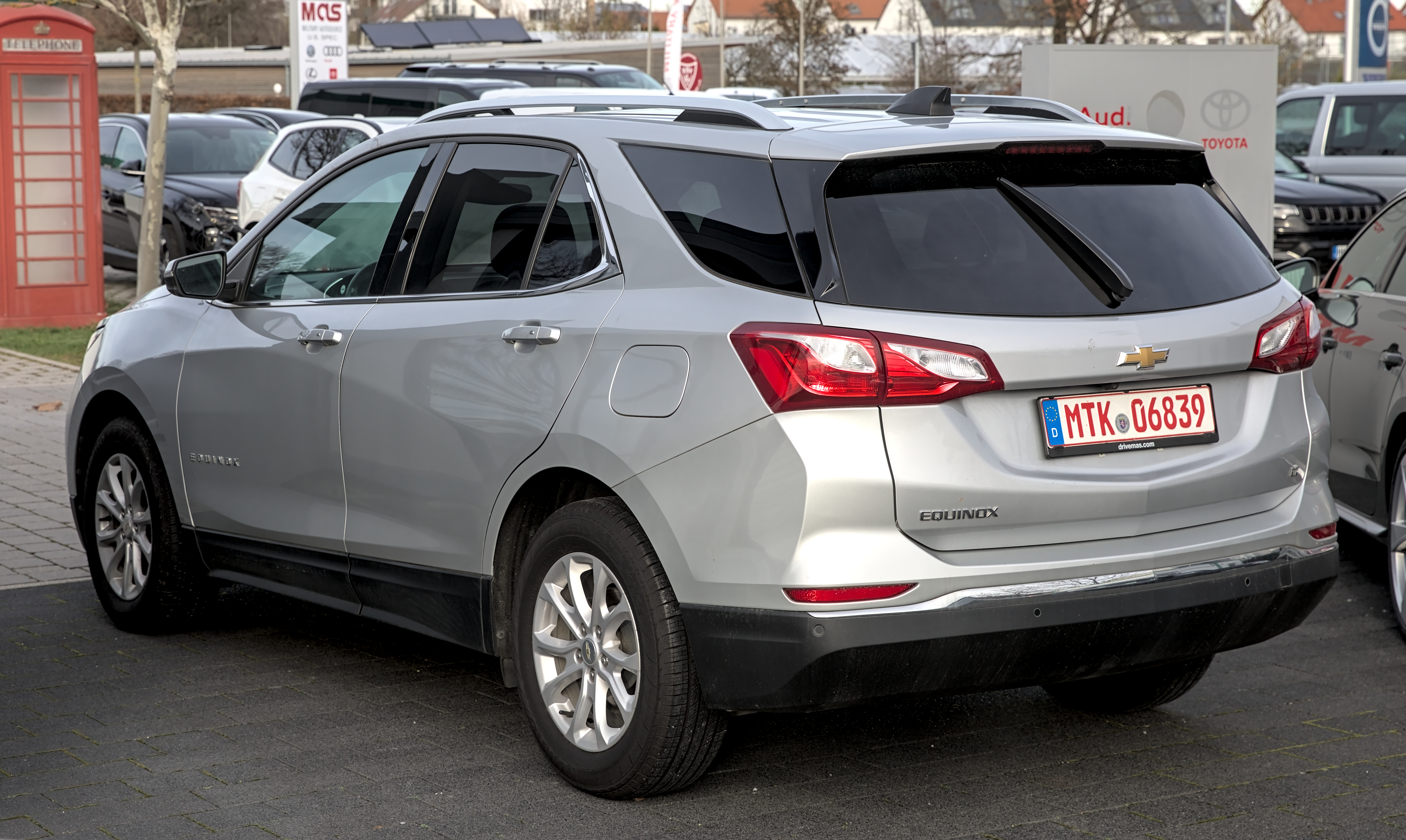
Heckansicht
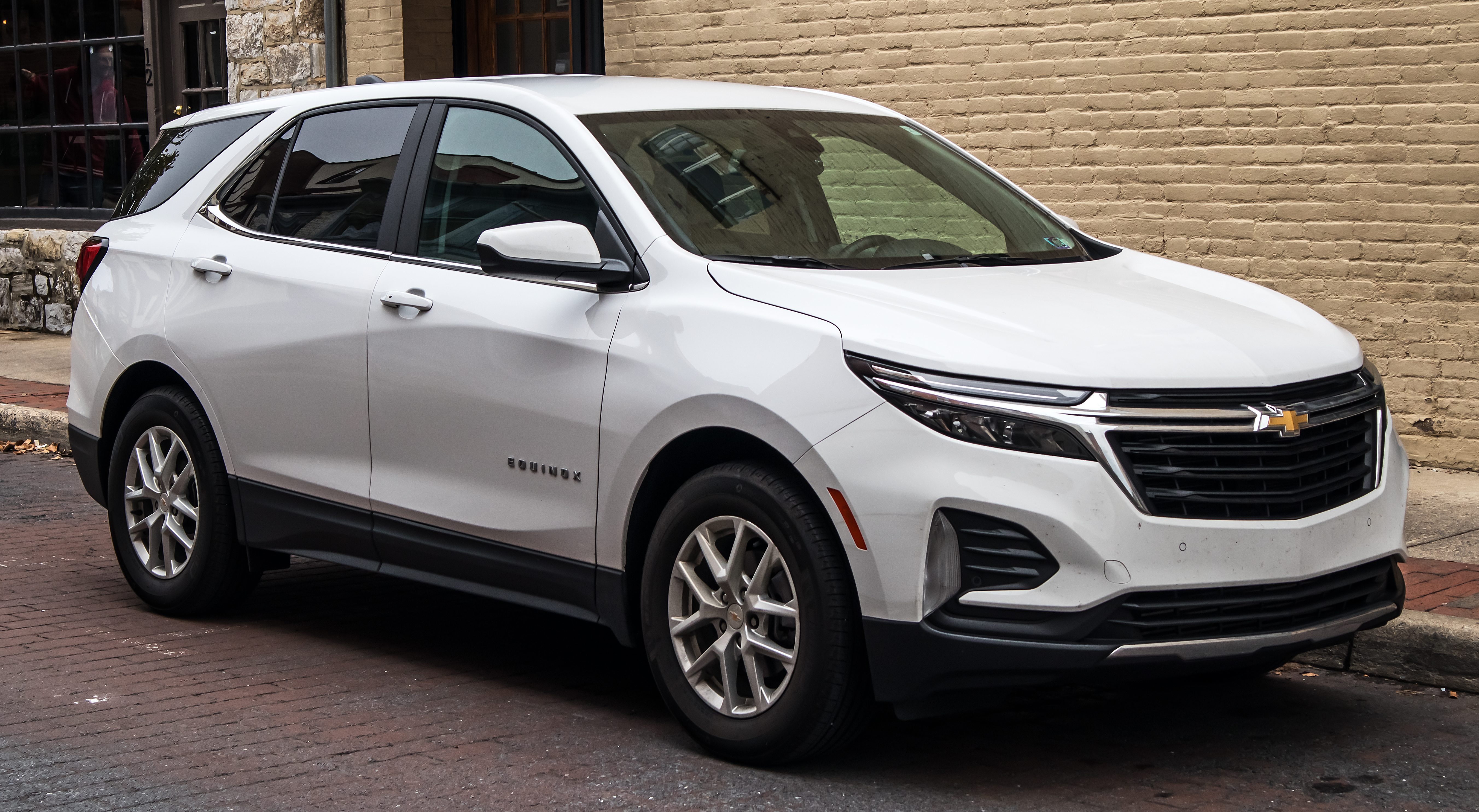
Chevrolet Equinox (2020–2024)
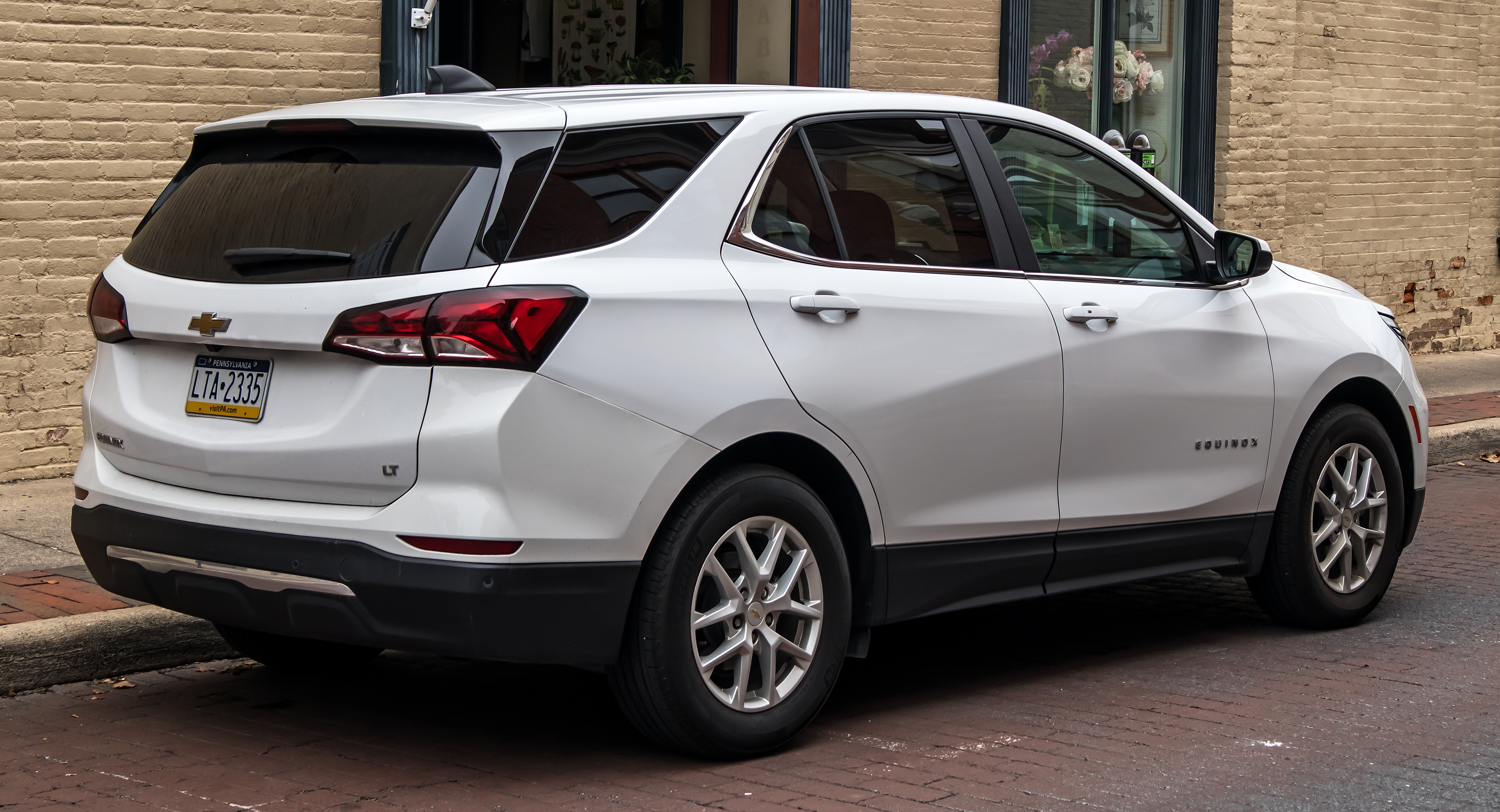
Heckansicht

### Technische Daten
|                                            | 1.5T                           | 1.5T                           | 2.0T                      | 2.0T                       | 1.6 Diesel                     |
| ------------------------------------------ | ------------------------------ | ------------------------------ | ------------------------- | -------------------------- | ------------------------------ |
| Bauzeitraum                                | 2019–2024                      | 2017–2019                      | 2020–2024                 | 2017–2020                  | 2017–2020                      |
| Motorkenndaten                             |                                |                                |                           |                            |                                |
| Motorart                                   | Ottomotor                      | Ottomotor                      | Ottomotor                 | Ottomotor                  | Dieselmotor                    |
| Motorbauart                                | Reihenvierzylinder-Motor       | Reihenvierzylinder-Motor       | Reihenvierzylinder-Motor  | Reihenvierzylinder-Motor   | Reihenvierzylinder-Motor       |
| Hubraum                                    | 1490 cm³                       | 1490 cm³                       | 1998 cm³                  | 1998 cm³                   | 1598 cm³                       |
| max. Leistung bei min−1                    | 124 kW (169 PS) / 5600         | 132 kW (179 PS) / 5600 (1)     | 174 kW (237 PS) / 5000    | 191 kW (260 PS) / 5500 (2) | 102 kW (139 PS) / 3750         |
| max. Drehmoment bei min−1                  | 250 Nm / 1700–4000             | 275 Nm / 2000–4000 (3)         | 350 Nm / 1500–4000        | 353 Nm / 2000–5300 (4)     | 325 Nm / 2000                  |
| Kraftübertragung                           |                                |                                |                           |                            |                                |
| Antrieb, serienmäßig                       | Vorderradantrieb               | Vorderradantrieb               | Vorderradantrieb          | Allradantrieb              | Vorderradantrieb               |
| Antrieb, optional                          | —                              | (Allradantrieb)                | (Allradantrieb)           | —                          | (Allradantrieb)                |
| Getriebe, serienmäßig                      | 6-Gang-Doppelkupplungsgetriebe | 6-Gang-Doppelkupplungsgetriebe | 9-Gang-Automatikgetriebe  | 9-Gang-Automatikgetriebe   | 6-Gang-Doppelkupplungsgetriebe |
| Messwerte                                  |                                |                                |                           |                            |                                |
| Höchstgeschwindigkeit                      | 190 km/h                       | 190 km/h                       | 210 km/h                  | 210 km/h                   |                                |
| Beschleunigung, 0–100 km/h                 | 10,2 s                         | 9,9 s (10,5 s)                 | 7,9 s (8,1 s)             | 7,8 s                      |                                |
| Kraftstoffverbrauch auf 100 km, kombiniert | 6,8 l Super                    | 6,7 l Super (7,0 l Super)      | 6,9 l Super (7,3 l Super) | 8,3 l Super                |                                |
| Tankinhalt                                 | 56 l                           | 56 l                           | 59 l                      | 59 l                       |                                |

- Werte in ( ) gelten für Fahrzeuge mit optionaler Antriebsart

## D2XX (seit 2024)
Erste Bilder der vierten Generation wurden im August 2023 vom chinesischen Ministerium für Industrie und Informationstechnologie im Rahmen des Homologationsprozesses veröffentlicht. Offiziell vorgestellt wurde das Fahrzeug im Januar 2024. Der Verkauf des Fahrzeugs startete zunächst in China auf der Beijing Auto Show im April 2024 als Chevrolet Equinox Plus. Der nordamerikanische Markt folgte praktisch zeitgleich.
Während der Wagen in Nordamerika von einem 131 kW (178 PS) starken 1,5-Liter-Ottomotor angetrieben wird, gibt es in China ausschließlich einen Plug-in-Hybrid-Antrieb.

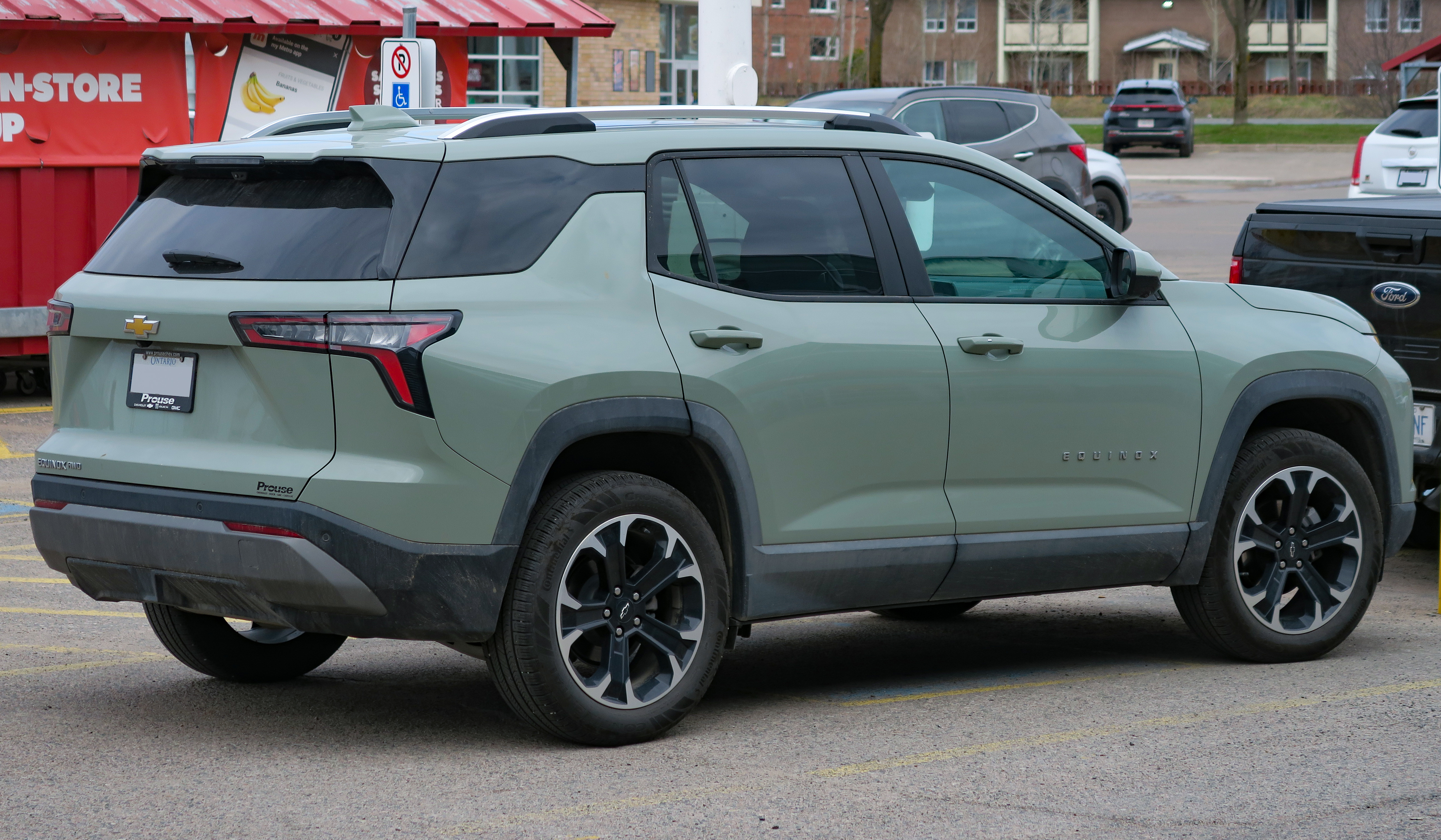
Heckansicht
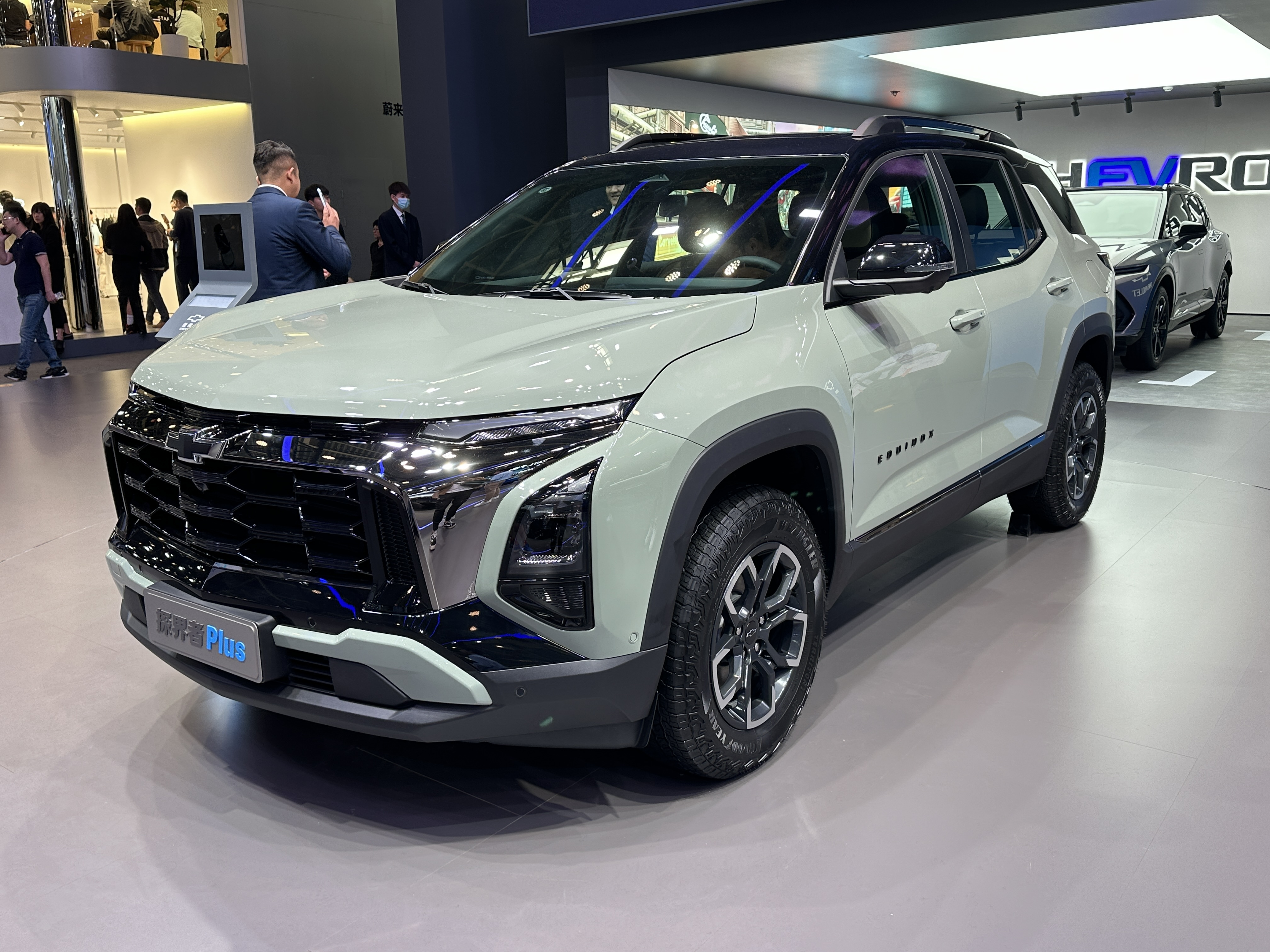
Chevrolet Equinox Plus (China, seit 2024)
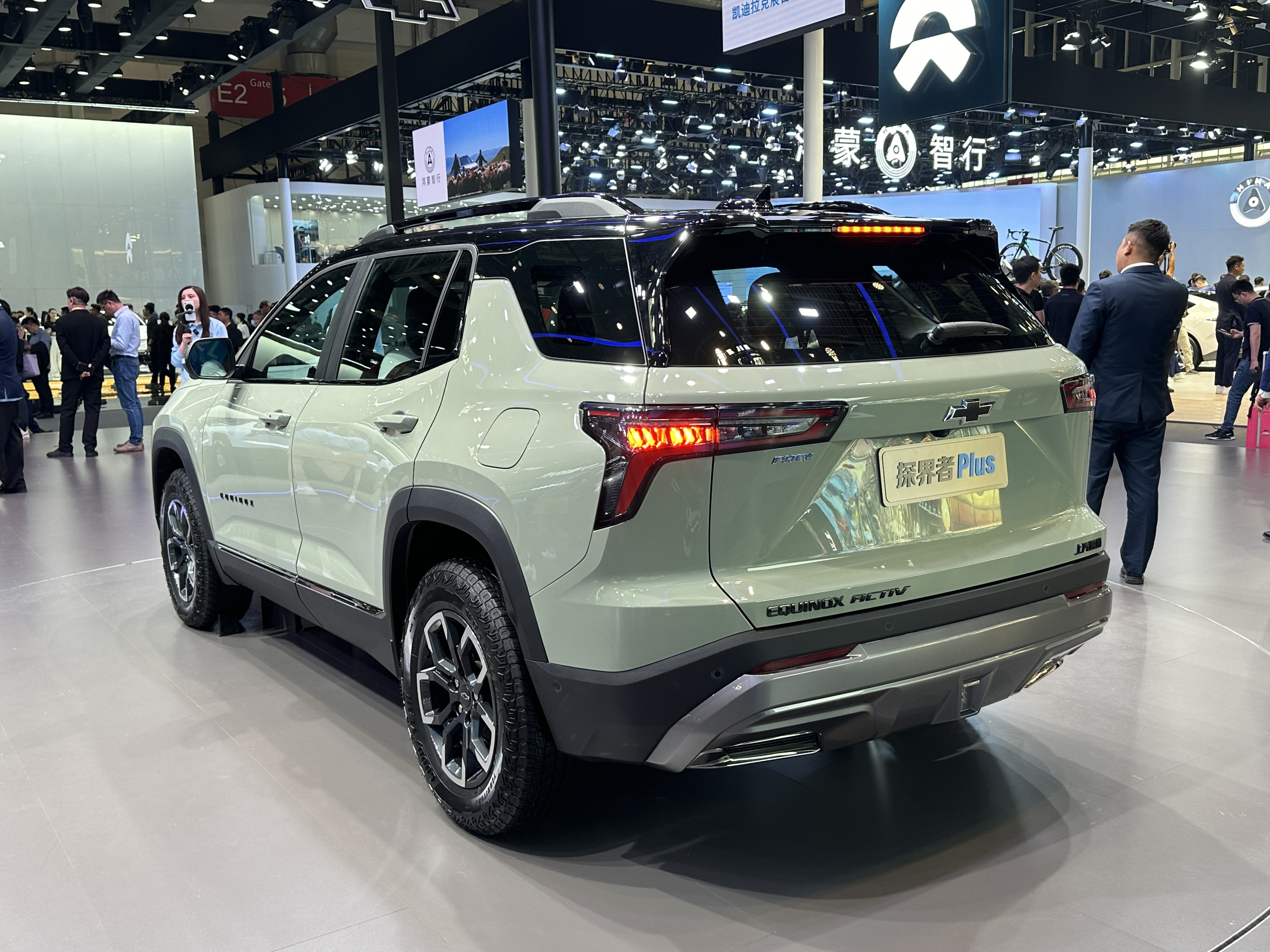
Heckansicht
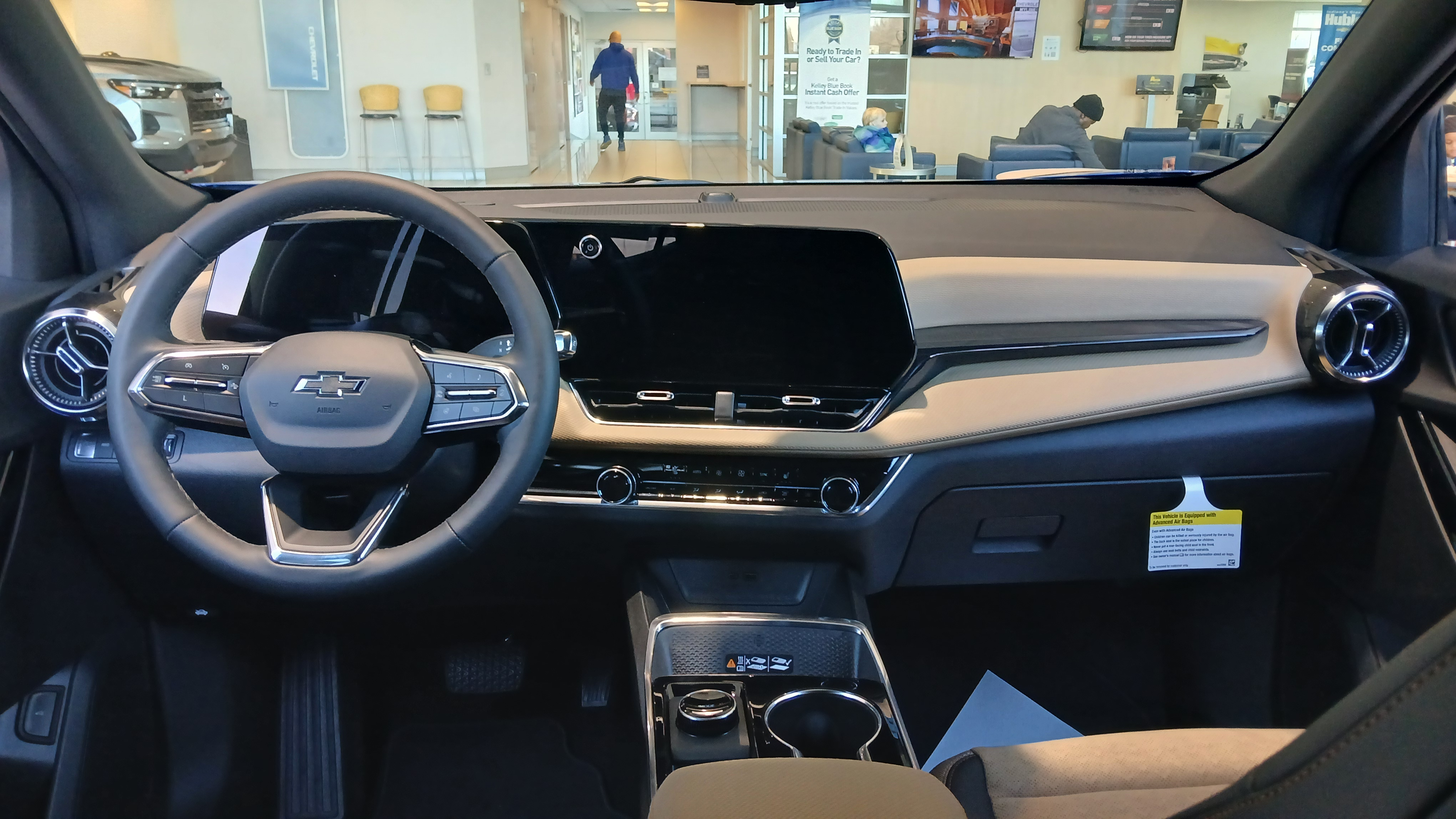
Innenansicht

### Technische Daten
|                                             | Equinox 1.5            | Equinox 1.5 AWD          | Equinox Plus 1.5 PHEV       | Equinox Plus 1.5 PHEV       |
| ------------------------------------------- | ---------------------- | ------------------------ | --------------------------- | --------------------------- |
| Markt                                       | Nordamerika            | Nordamerika              | China                       | China                       |
| Bauzeitraum                                 | seit 04/2024           | seit 04/2024             | seit 04/2024                | seit 04/2024                |
| Motorkenndaten                              |                        |                          |                             |                             |
| Motortyp                                    | R4-Ottomotor           | R4-Ottomotor             | R4-Ottomotor + Elektromotor | R4-Ottomotor + Elektromotor |
| Hubraum                                     | 1490 cm³               | 1490 cm³                 | 1498 cm³                    | 1498 cm³                    |
| max. Leistung Verbrennungsmotor bei min−1   | 131 kW (178 PS) / 5600 | 131 kW (178 PS) / 5600   | 132 kW (180 PS) / 5500      | 132 kW (180 PS) / 5500      |
| max. Leistung Elektromotor                  | —                      | —                        | 140 kW (190 PS)             | 140 kW (190 PS)             |
| max. Systemleistung                         | —                      | —                        | 272 kW (370 PS)             | 272 kW (370 PS)             |
| max. Drehmoment Verbrennungsmotor bei min−1 | 250 Nm / 2000–4800     | 275 Nm / 2000–4000       | 250 Nm / 1500–4500          | 250 Nm / 1500–4500          |
| max. Drehmoment Elektromotor                | —                      | —                        | 315 Nm                      | 315 Nm                      |
| max. Systemdrehmoment                       | —                      | —                        | 565 Nm                      | 565 Nm                      |
| Kraftübertragung                            |                        |                          |                             |                             |
| Antrieb                                     | Vorderradantrieb       | Allradantrieb            | Vorderradantrieb            | Vorderradantrieb            |
| Getriebe                                    | Stufenloses Getriebe   | 8-Gang-Automatikgetriebe | 2-Gang-Hybridgetriebe       | 2-Gang-Hybridgetriebe       |
| Antriebsbatterie                            |                        |                          |                             |                             |
| Energieinhalt                               | —                      | —                        | 16,5 kWh                    | 24,4 kWh                    |
| Messwerte                                   |                        |                          |                             |                             |
| Höchstgeschwindigkeit                       | k. A.                  | k. A.                    | 180 km/h                    | 180 km/h                    |
| Beschleunigung, 0–100 km/h                  | k. A.                  | k. A.                    | 6,8 s                       | 7,0 s                       |
| Kraftstoffverbrauch auf 100 km (kombiniert) | k. A.                  | k. A.                    | 1,6 l Super (WLTP)          | 1,0 l Super (WLTP)          |
| Tankinhalt                                  | 56 l                   | 59 l                     | 46 l                        | 46 l                        |
| Elektrische Reichweite, WLTP                | —                      | —                        | 80 km                       | 120 km                      |
| Abgasnorm                                   | —                      | —                        | China VI                    | China VI                    |

## Equinox EV (seit 2024)

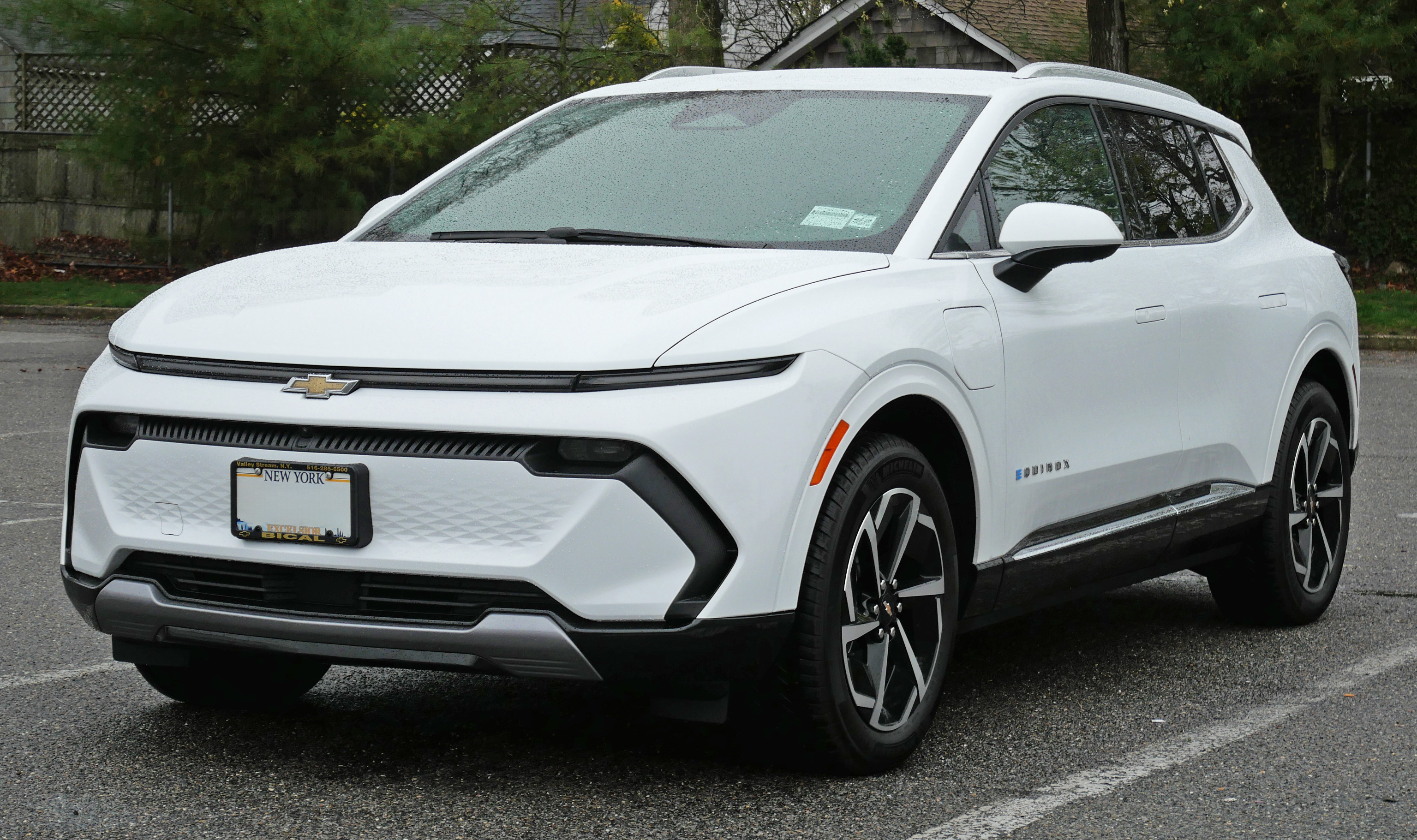
Chevrolet Equinox EV

Seit 2024 gibt es mit dem Chevrolet Equinox EV ein Modell mit batterieelektrischem Antrieb auf Basis der Ultium-Plattform.